# 기후 모형
수치적 기후 모형(기후 모델 또는 기후 시스템 모델)은 정량적 방법을 사용하여 대기, 해양, 육지 표면 및 얼음을 포함한 기후의 중요한 동인의 상호 작용을 시뮬레이션한다. 이는 기후 시스템의 역학 연구부터 미래 기후 예측까지 다양한 목적으로 사용된다. 기후 모델은 또한 정성적(즉, 수치가 아닌) 모델일 수도 있고 가능한 미래에 대한 서술적(주로 서술적인) 모델일 수도 있다.
정량적 기후 모형은 태양으로부터 들어오는 에너지를 단파 전자기 복사(주로 가시광선 및 단파(근) 적외선)와 나가는 장파(원적외선) 전자기 복사로 고려한다. 불균형은 온도 변화를 초래한다.
정량적 모형은 복잡성이 다양하다. 예를 들어, 간단한 복사열 전달 모델은 지구를 단일 지점으로 취급하고 나가는 에너지의 평균을 계산한다. 이는 수직(복사-대류 모델) 및 수평으로 확장될 수 있다. 결합된 대기-해양-해빙 지구 기후 모델은 질량과 에너지 전달 및 복사 교환에 대한 전체 방정식을 해결한다. 또한 토지 이용과 같은 다른 유형의 모델링을 지구 시스템 모델에 상호 연결할 수 있어 연구자는 기후와 생태계 간의 상호 작용을 예측할 수 있다.

## 같이 보기
- Climateprediction.net
- 수치 예보